# Teodoro Signorini
Teodoro Signorini (Verona, 12 novembre 1910 – ...) è stato un calciatore italiano.

## Carriera
Ha giocato 83 partite in Serie B, 51 delle quali con l'Atalanta, squadra con cui nella stagione 1937-1938 ha militato in Serie A, categoria nella quale comunque non è mai sceso in campo.
In carriera ha inoltre conquistato due promozioni dalla seria cadetta alla massima divisione: una con l'Atalanta nella stagione 1936-1937, ed una due anni più tardi con il Venezia.